# Будинок телеграфу (Ніжин)
Будинок телеграфу — пам'ятник архітектури місцевого значення Ніжина. Зараз тут розміщується будинок школярів та юнацтва.

## Історія
Спочатку об'єкт було внесено в «список пам'яток архітектури виявлених» під назвою Телеграф. Наказом Міністерства культури і туризму від 21.12.2012 року № 1566 надано статус пам'ятник архітектури місцевого значення з охоронним № 10005-Чр під назвою Телеграф.

## Опис
Будинок збудований у 1914 році поміщиком Парпурі. Є прикладом архітектури класицизму початку 20 століття, композиція якого вирізняється суворою вишуканістю, гармонійністю та симетрією.
Після жовтневого перевороту 1917 року в будинку розміщувалася центральна пошта, телефонна станція та телеграф.
Кам'яний, 2-поверховий, прямокутний у плані будинок з ризалітом, що виступає за червону лінію. Ризаліт акцентований чотириколонним портиком, увінчаним трикутним фронтоном . Фасад розчленовує міжповерховий (тяга) і завершує карниз, що вінчає. Прикрашений орнаментальною цегляною кладкою — профільованою і простою цеглою. Стіни викладені з червоної цеглини під розшивку швів надають будівлі урочистості.
Після німецько-радянської війни тут розташовувався палац піонерів і школярів імені В. І. Леніна. Зараз тут розміщується будинок школярів та юнацтва.